# Dever Orgill
Dever Akeem Orgill (* 8. März 1990 in Port Antonio) ist ein jamaikanischer ehemaliger Fußballspieler.

## Karriere

### Verein
Orgill begann seine Karriere beim jamaikanischen Erstligisten Progressive FC. Danach spielte er in Kanada bei den Vancouver Whitecaps. Nachdem er zuvor in der Akademie der Kanadier gespielt hatte, kam er ab 2008 für die Residency-Mannschaft in der viertklassigen USL Premier Development League und für die Profis in der zweitklassigen USL First Division und nach deren Auflösung in der USSF Division 2 Professional League zum Einsatz.
Im Juli 2010 wurde Orgills Vertrag bei den Kanadiern aufgelöst. Im August 2010 schloss er sich dann dem St. George’s SC in der heimischen National Premier League an. In der Saison 2010/11 stieg der Verein dann als Elftplatzierter in die zweite Liga ab.
2012 wechselte Orgill zurück nach Kanada in die fünftklassige Vancouver Metro Soccer League zum NVFC Campobasso. Im April 2013 wechselte er zum finnischen Erstligisten IFK Mariehamn. In der Saison 2016 wurde er mit Mariehamn finnischer Meister. In der Meistersaison war Orgill der beste Torschütze seines Teams.
Im Januar 2017 wechselte Orgill zum österreichischen Bundesligisten Wolfsberger AC, bei dem er einen bis Juni 2019 gültigen Vertrag erhielt. Zwei Jahre später wechselte er in die Türkei zu MKE Ankaragücü, wo er bis Juni 2020 spielte. Dann folgte eine Spielzeit bei Antalyaspor und seit 2021 ist er bei Manisa FK aktiv.

### Nationalmannschaft
Im Oktober 2010 wurde Orgill erstmals in den jamaikanische A-Nationalmannschaft berufen und debütierte in einem Testspiel gegen Trinidad und Tobago. Mit Jamaika nahm er an der Copa América Centenario 2016 teil. Orgill wurde in zwei Spielen eingesetzt. Jamaika schied als Letzter der Gruppe C bereits in der Gruppenphase aus. Bis 2019 erzielte er in 18 Partien insgesamt vier Treffer.

## Erfolge
- Meister der USL First Division: 2008
- Finnischer Meister: 2016
- Finnischer Pokalsieger: 2015